# Tony Britton
Tony Britton, született Anthony Edward Lowry Britton (Birmingham, 1924. június 9. – 2019. december 22.) angol színész.

## Filmjei
- Waterfront (1950)
- Cage of Gold (1950)
- Salute the Toff (1952)
- Loser Takes All (1956)
- The Birthday Present (1957)
- Behind the Mask (1958)
- Operation Amsterdam (1959)
- The Heart of a Man (1959)
- The Rough and the Smooth (1959)
- Az utolsó tél (Den sidste vinter) (1960)
- Suspect (1960)
- The Break (1962)
- Dr. Syn kettős élete (Dr. Syn, Alias the Scarecrow) (1963)
- Az Angyal (The Saint) (1968, tv-sorozat, egy epizódban)
- Lány a levesemben (There's a Girl in My Soup) (1970)
- Vasárnap, átkozott vasárnap (Sunday, Bloody Sunday) (1971)
- Mr. Forbush and the Penguins (1971)
- A Sakál napja (The Day of the Jackal) (1973)
- Night Watch (1973)
- Caprona II (1977)
- Robin's Nest (1977–1981, 48 epizódban)
- Hová tűnt Agatha Christie? (Agatha) (1979)
- Don't Wait Up (1983–1990, tv-sorozat, 39 epizódban)
- Hitler végső döntése – A háború küszöbén (Countdown to War) (1989, tv-film)
- Holby Városi Kórház (Holby City) (2000, 2009, tv-sorozat, két epizódban)
- Így élünk most (The Way We Live Now) (2001, tv-film)
- Doktorok (Doctors) (2001, 2005, tv-sorozat, két epizódban)
- Run for Your Wife (2012)